# Хэзерсейдж-роуд

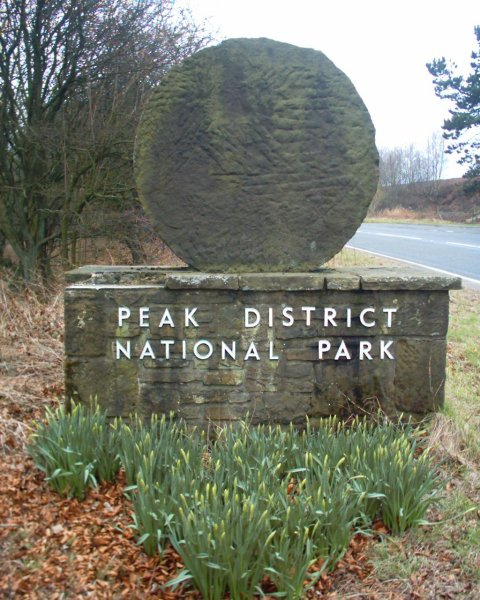
Камень, обозначающий вход в Национальный парк Пик-Дистрикт с Хэзерсейдж-роуд

Хэзерсейдж-роуд (англ. Hathersage Road, буквально Хэзерсейджская дорога) — дорога в Шеффилде, Южном Йоркшире и Дербишире (Англия).
В пределах шеффилдского пригорода Уирлоу дорога носит название Экклсолл-роуд-саут. После моста через ручей Лимб-брук, ранее считавшийся границей между Йоркширом и Дербиширом, дорога меняет название на Хазерсейдж-роуд. Она ведёт на юго-запад через границу между Шеффилдом и Хэзерсейджем, а затем, в месте под называнием Сюрпрайз-вью (рус. Неожиданный вид), меняет название на Шеффилд-роуд.
Дорога идёт мимо ландшафтного парка Уирлоу-брук и фермы Уирлоу-холла, трактира Доур-мур-инн, гостиницы Фокс-хаус по верху ущелья Пэдли, пересекает ручей Барбейдж-брук и заканчивается крутым поворотом в Сюрпрайз-вью, где путешественнику открывается красивый вид на долину Хоуп. Перекрёсток с Кросс-лейн и Лонг-лайн опасен, и на нём установлена камера контроля скорости. По утверждению краеведа из Шеффилда Сидни Олдалла Эдди, недалеко от дороги, около перекрестка с Уайтлоу-лейн, можно было найти достопримечательность, известную как «Стул гиганта». На современных картах нет никаких признаков этой достопримечательности, хотя она показана на карте 1888 года в книге Эдди «Глоссарий слов, используемых в окрестностях Шеффилда»
Заповедник Блэка-мур, управляемый Фондом дикой природы Шеффилда и Ротерхэма, находится недалеко от пересечения автомагистралей A625 и A6187. Обладая площадью в 181 га является самым крупным из заповедников, управляемых фондом, и населён перелётными птицами, среди которых пеночка-весничка, черноголовая славка, обыкновенная кукушка, обыкновенная каменка, черноголовый чекан и луговой чекан.

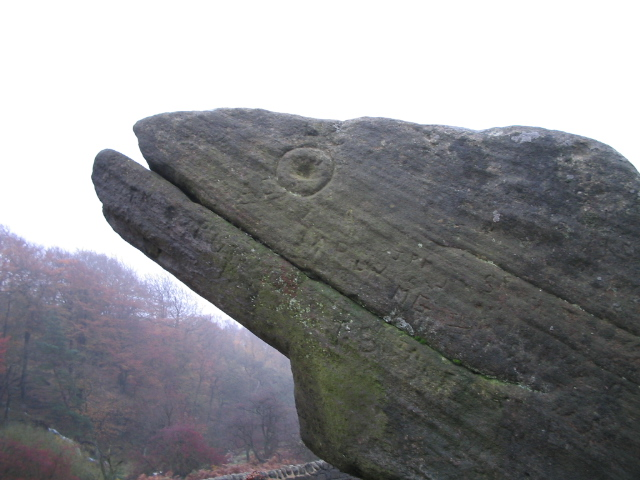
«Жабья пасть»

Рядом с Фокс-хаус дорога круто изгибается над ущельем Пэдли и проходит под Жабьей пастью — нависающим над дорогой камнем, по форме напоминающим голову жабы. Эта достопримечательность отмечает границу между Шеффилдом и Дербиширом.
Дорога является частью автомагистрали A625. До 2000 года Хэзерсейдж-роуд на всём протяжении совпадала с автомагистралью A625, но теперь она имеет номер A625 только до перекрестка со Стоуни-Ридж-роуд (англ. Stony Ridge Road), где A625 уходит в сторону Калвера. От перекрёстка со Стоуни-Ридж-роуд и до самого Хэзерсейджа Хэзерсейдж-роуд обозначается номером A6187 из-за того, что часть дороги A625 отрезана в 1979 году оползнем, сошедшим с холма Мэм-Тор, повреждённую часть дороги закрыли для проезда, а номер оставшейся части маршрута изменили на A6187.